# Département de Lihuel Calel
Le département de Lihuel Calel est une des 22 subdivisions de la province de La Pampa, en Argentine. Son chef-lieu est la ville de Cuchillo-Có.
Le département a une superficie de 12 460 km2, soit 30 % du territoire de la Suisse par exemple. Sa population était de 547 habitants, selon le recensement de 2001 (source : INDEC). C'est le département le moins densément peuplé de la province (0,05 habitant/km2).
Sur son territoire se trouve le parc national Lihué Calel. Le département est traversé par la route nationale 152, bien asphaltée, et qui fait partie du trajet le plus court entre Buenos Aires et San Carlos de Bariloche.

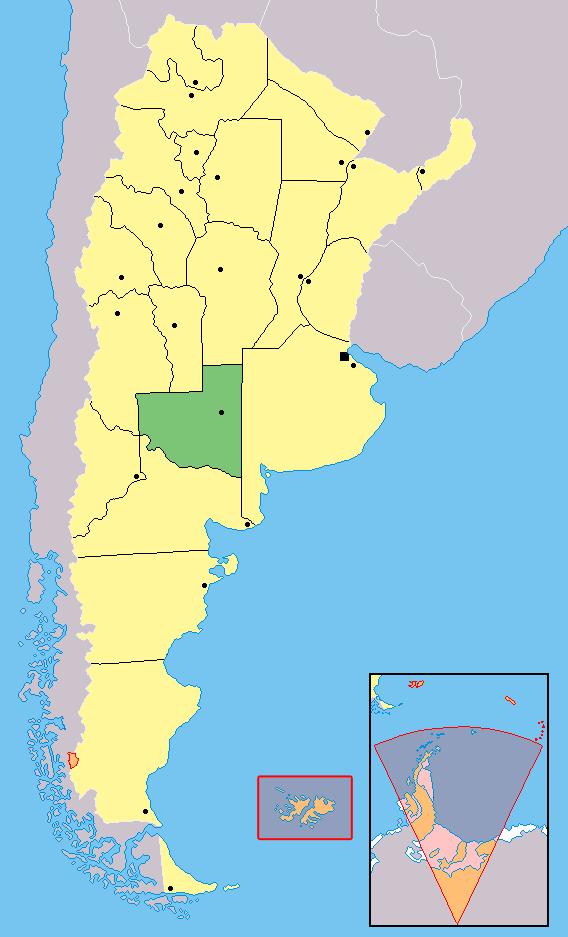
Localisation de la province de La Pampa en Argentine.